# Chaetosphaeria talbotii
Chaetosphaeria talbotii är en svampart som beskrevs av S. Hughes, W.B. Kendr. & Shoemaker 1968. Chaetosphaeria talbotii ingår i släktet Chaetosphaeria och familjen Chaetosphaeriaceae.   Inga underarter finns listade i Catalogue of Life.